# Foead I van Egypte
Foead I (Arabisch: فؤاد الأول, Fu'ad al-awwal) (Caïro, 26 maart 1868 - aldaar, 28 april 1936) was sultan en later de eerste koning van Egypte (na de onafhankelijkheid van dat land in 1922) en Soedan, soeverein vorst van Nubië, Kordofan en Darfur.
Foead was de zevende zoon van Isma'il Pasha en diens echtgenote Farial Kadin. Zijn overgrootvader was Mohammed Ali van Egypte, stichter van het moderne Egypte. Tijdens zijn regeerperiode had Foead grote moeite met de Wafd partij.
Hij regeerde over Egypte van 1917 tot 1936, eerst als sultan en vanaf 1922 als koning. In 1936 volgde zijn zoon, Faroek hem op. Foead sprak geen Arabisch, maar zorgde er des te meer voor dat zijn zoon Faroek dat wel deed.
Foead huwde zijn eerste vrouw, H.H. Prinses Shivakiar Khanum Effendi (1876-1947) op 30 mei 1895 in het Abbasiya Paleis te Caïro. Zij was zijn nicht en de enige dochter van H.H. Prins Ibrahim Fahmi Ahmad Pasha. Het paar kreeg twee kinderen, een zoon, Ismail Foead, die al op jonge leeftijd stierf, en een dochter, Fawkia. Het huwelijk was niet erg gelukkig, het paar scheidde in 1898. Tijdens een onenigheid met de broer van zijn vrouw, werd Foead in zijn hals geschoten. Hij overleefde het, maar hield er de rest van zijn leven een litteken aan over.
Foead huwde zijn tweede vrouw, Nazli Sabri (1894-1978) in het Bustan Paleis te Caïro, op 26 mei 1919. Zij was een dochter van Abdu'r-Rahim Pasha Sabri en Tawfika Khanum Sharif. Het paar kreeg vijf kinderen, onder wie de latere Faroek van Egypte en vier dochters. Fawzia, Faiza, Faika, en Fathiya. Ook dit huwelijk was niet gelukkig. Foead verbood zijn vrouw het paleis te verlaten en ze hadden regelmatig ruzie. Na zijn dood verkocht Nazli uit wraak al zijn kleding aan een tweedehandswinkel in de buurt van het paleis.
Foead stierf in het Qubba Paleis te Caïro en werd bijgezet in het Khedival Mausoleum van de ar-Rifai Moskee.